# 조엘 워드
조엘 에드워드 필리프 워드(Joel Edward Philip Ward, 1989년 10월 29일 ~ )는 잉글랜드 출신의 축구 선수이다.